# Atago (1921)
El Atago (愛宕?) fue un crucero de batalla inconcluso de la Clase Amagi, tercero de la serie.

## Historial
Debido a las restricciones marcadas por el Tratado Naval de Washington, la construcción del Atago para la Armada Imperial Japonesa fue detenida el 31 de julio de 1922, tras apenas siete meses de trabajos. El tratado permitía la conversión a portaaviones de varios buques ya en construcción, por lo que los dos primeros buques de la Clase, los Amagi y Akagi, fueron seleccionados para esta conversión. 
Sin embargo, el Gran terremoto de Kantō, que tuvo lugar el primero de septiembre de 1923, dañó la estructura del Amagi de un modo irreversible, forzando su desguace a lo largo de 1924. Su lugar fue ocupado por el acorazado rápido Kaga, dado que su construcción estaba más avanzada que la del Atago, que fue finalmente desguazado en su grada a lo largo de 1924.